# Batalla de Kaba
La Batalla de Kaba sucedió en Kaba, Fiyi, en 1855 entre Seru Epenisa Cakobau, autoproclamado Tui Viti de Fiyi, y sus enemigos de Rewa y Bau. Cakobau fue apoyado por una tropa de Tonga, enviada por el rey Jorge Tupou I, y Enele Ma'afu, gobernador de la población de Tonga en Fiyi. La batalla fue una gran victoria para Cakobau, gracias principalmente a sus aliados tonganos, y consolidó su liderazgo sobre Fiji. Sin embargo, también subrayó su dependencia del poder militar de Tonga, especialmente al permanecer Ma'afu en Fiyi. 